# Brunet Island State Park
Der Brunet Island State Park [ˈbruːneɪ] ist ein State Park im Chippewa County im US-Bundesstaat Wisconsin. Er befindet sich auf der gleichnamigen Flussinsel im Chippewa River an der Einmündung des Fisher River. Der State Park liegt nördlich der Stadt Cornell.

## Geschichte
1936 spendete die Northern States Power Company Brunet Island an den Staat Wisconsin. Der State Park wurde 1940 zu Ehren von Jean Brunet gegründet. 1938 wurde eine Schutzhütte von den Civilian Conservation Corps errichtet, die 2003 renoviert wurde. 1970 und 1977 wurde der State Parks von zwei Tornados heimgesucht.

## Fauna
Im State Park gibt es eine Überpopulation von Weißwedelhirschen sowie Raufußhühner. Weiterhin gibt es Eichhörnchen, Füchse, Stachelschweine, Skunks, Streifenhörnchen, Waldmurmeltiere und Waschbären. Im Wasser leben Biber, Bisamratten, Nerze und Otter. Als Vogelarten kommen Fisch- und Weißkopfseeadler sowie Eulen und Kanadareiher vor.

## Flora
Im State Park kommen Kanadische Hemlocktannen vor. Das Gebiet, das 1977 von einem Tornado zerstört wurde, ist heutzutage mit Birken, Eichen und Espen bepflanzt. Daneben kommen verschiedene Wildblumen, Farne, Moose, und Flechten sowie Bärlapppflanzen und Beeren vor.

## Wanderwege
Im Brunet Island State Park beginnt der Old Abe State Trail. Außerdem gibt es die folgenden 12,8 km Wanderwege:
- Jean Brunet Nature Trail (1,3 km)
- Nordic Trail
- Pine Trail
- Spruce Trail
- Timber Trail